# Liste der Bischöfe von Elne
Die folgenden Personen waren Bischöfe von Perpignan-Elne (Frankreich):
Bischöfe von Elne
- Dominus (um 571)
- Benenat (um 589)
- Acatul (um 633 bis 638)
- Witaric (um 656)
- Clar (um 683)
- Wenedurius (783–788)
- Ramnon (825–826)
- Salomón (832–836)
- Audesindo (860–885)
- Riculfo I. (885–915)
- Elmerado (916–920)
- Guadaldo de Ampurias-Rosellón (920–947)
- Riculfo II. (947–966)
- Suniario I. (967–977)
- Hildesindo (979–991)
- Berenguer de Cerdaña-Besalú (993–994) (1. Mal)
- Fredelon (994–999) (1. Mal)
- Berenguer de Cerdaña-Besalú (999–1003) (2. Mal)
- Fredelon (1003–1007) (2. Mal)
- Oliba de Besora (1009–1014)
- Berenguer III. de Sendred de Gurb (1019–1030)
- Suniario II. (1031)
- Berenguer IV. (1032–1053)
- Artal I. (1054–1061)
- Suniario III (1062)
- Ramón I. (1064–1086)
- Artal II. (1087–1096)
- Armengol (1097–1111)
- Pedro Bernardo (1113–1129)
- Udalgar de Castelllnou (1130–1147)
- Artal III. (1148–1171)
- Guillermo Jordán (1172–1186)
- Berenguer V. (1187)
- Guillermo de Céret (1187–1197)
- Artal IV. (1200–1201)
- Guillermo de Ortafa (1202–1209)
- Ramón de Vilalonga (1212–1216)
- Gualterio (1217–1221)
- Arnaldo de Serrallonga (1223–1224)
- Ramón III. (1225–1229)
- Bernardo de Berga (1230–1259)
- Berenguer de Cantallops (1259–1280)
- Bernardo de Sala (1280–1281)
- Berenguer de Sainte-Foi (1282–1289)
- Ramón de Costa (1289–1310)
- Ramón V. (1311–1312)
- Guillermo de Castillon (1313–1317)
- Berenguer de Argilaguers (1317–1320)
- Berenguer Batlle (1320–1332)
- Guido de Terrena (1332–1342)
- Pedro Seguier (1342–1346)
- Bernardo Hugo de Sainte-Arthemie (1347–1348)
- Bernardo Fournier (1348–1350)
- Esteban Malet (1350–1351)
- Francisco de Montoliu (1352–1354)
- Juan Jouffroi (1354–1357)
- Ramón de Salgues (1357–1361)
- Pedro de Planella (1361–1371)
- Pedro Cima (1371–1377)
- Ramón de Escales (1377–1380)
- Dalmacio (1380–1384)
- Bartolomé Peyró (1384–1408)
- Ramón de Descatllar y de Palasol (1408)
- Francesc Eiximenis (1408–1409)
- Alfonso de Eixea (1409–1410)
- Jeronimo de Ocón (1410–1425)
- Juan de Casanova (1425–1431)
- Galcerán de Albert (1431–1453)
- Juan de Margarit (1453–1462)
- Antonio de Cardona (1462–1467) (Haus Folch de Cardona)
- Juan Pintor (1468–1470)
- Carlos de Saint-Gelais (1470–1473)
- Carlos de Martigny (1475–1494)
- Ascanio Maria Sforza (1494–1495)
- Cesare Borgia (1495–1499)
- Francisco Kardinal de Loris y de Borja (1499–1506)
- Santiago Kardinal de Serra y Cau (1506–1513)
- Juan Castellanos de Villalba (1513–1515)
- Bernardo de Mesa, OP (1517–1524)
- Guillermo Valdenese (1524–1529)
- Fernando Valdés (1529–1530)
- Jerónimo Kardinal Doria (1530–1532)
- Jaime de Rich, OSB (1534–1537)
- Jeronimo de Requesens (1537–1542)
- Fernando de Loaces y Pérez, OP (1542–1543)
- Pedro Agustín (1543–1545)
- Miguel Despuig (1545–1555)
- Rafael Ubach (1555–1558)
- Lope Martínez de Lagunilla (1558–1567)
- Pedro Martir Coma, OP (1568–1578)
- Juan Terés y Borrull (1579–1586)
- Pedro Bonet de Santa María (1586–1588)
- Agustín Gaillart, OSB (1588) (Elekt)
- Luis de Sans y Codol (1588) (Elekt)
- Fernando de Valdés y Salas (1589–1598) (auch Bischof von Vic)
- Onofre Reart (1599–1608)
- Im Jahr 1601[1] wird der Bischofssitz von Elne nach Perpignan verlegt. Siehe auch: Bistum Perpignan-Elne

Bischöfe von Perpignan-Elne
- Juan de Palau (Elekt)
- Antonio Gallart y Traginer (1609–1612)
- Francisco de Vera Villavicencio, O. de M. (1613–1616)
- Federico Cornet (1617)
- Ramón Ivorra (1617–1618)
- Rafael Ripoz, OP (1618–1620)
- Francisco de Santjust y de Castro, OSB (1621–1622)
- Pedro Magarola Fontanet (1622–1627)
- Francisco López de Mendoza (1627–1629)
- Gregorio Parcero de Castro, OSB (1630–1634)
- Gaspar Prieto Orduña, O. de M. (1636–1637)
- François Perez Roy (Francisco Pérez Roy, Francesc Pères i Roi) (1638–1643)
- Joseph du Vivier de Saint-Martin (1643)
- Sedisvakanz (1643–1668)
- Vincent de Margarit (1668–1672)
- Jean-Louis de Bruelh (1673–1675)
- Jean-Baptiste d’Etampes (1675–1680)
- Louis Habert de Montmort (1682–1695)
- Jean Hervé Basan de Flamenville (1695–1721)
- Antoine Boivin de Vaurouy (1721)
- Sedisvakanz (1721–1726)
- Jean Mathias Barthélemy de Gramont de Lanta (1726–1743)
- Charles-François-Alexandre de Cardevac D’Havrincourt (1743–1783)
- Jean Gabriel d’Agay (1783–1788)
- Antoine-Félix de Leyris D’Esponchez (1788–1790) (1801)
  - Gabriel Deville (1791–1793)
  - Dominique-Paul Villa (1798–1801)
- Jean-François de Saunhac-Belcastel (1822–1853)
- Philippe-Olympe Gerbet (1853–1864)
- Etienne-Emile Ramadié (1864–1876)
- Joseph-Frédéric Saivet (1876–1877)
- Jean-Auguste-Emile Caraguel (1877–1885)
- Noël Gaussail (1886–1899)
- Jules-Louis-Marie de Carsalade du Pont (1899–1932)
- Henri-Marius Bernard (1933–1959)
- Joël-André-Jean-Marie Bellec (1960–1971)
- Henry-Camille-Gustave-Marie L’Heureux (1972–1981)
- Jean Chabbert OFM (1982–1996)
- André Louis Fort (1996–2002)
- André Marceau (2004–2014)
- Norbert Turini (2014–2022, dann Erzbischof von Montpellier)
- Thierry Scherrer (seit 2023)